# Bernard Crocé-Spinelli
Bernard-Louis Crocé-Spinelli (* 18. Februar 1871 in Paris; † 1. Juni 1932 in Bordeaux) war ein französischer Komponist und Musikpädagoge.

## Leben und Wirken
Bernard Crocé-Spinelli wurde in Paris als Sohn des Juweliers Hector Crocé-Spinelli und der Pianistin Mathilde Bernard-Laviolette einer Schülerin von Félix Le Couppey, geboren. Einer seiner Cousins war der Ballonpionier Joseph Crocé-Spinelli, der 1875 bei einem Ballonaufstieg auf 8600 m Höhe ums Leben kam.
Crocé-Spinelli erhielt seine erste Ausbildung bei seiner Mutter, bevor er 1884 im Alter von dreizehn Jahren ins Pariser Konservatorium eintrat. Dort war er Kompositionsschüler von André Gedalge. 1897 gewann er mit der Kantate Frédégonde nach einem Text von Charles Morel den Ersten Seconde Grand Prix de Rome. Seine erste Komposition wurde 1892 veröffentlicht, und 1898 sang der Bariton Jean Bartet im Cirque des Champs-Elysées im Rahmen Concerts Lamoureux unter Leitung von Camille Chevillard die Uraufführung seiner drei Poèmes chantés.
1902 wurde er als Nachfolger von Louis Deffès Leiter des Konservatoriums von Toulouse. In seiner zwölfjährigen Amtszeit hier baute er ein Orchester von internationalem Rang auf, dessen Repertoire neben der Musik der Klassik und Romantik auch die Werke zeitgenössischer Komponisten umfasste. Daneben komponierte er hier eine Reihe von Klavier- und kammermusikalischen Werke. 
Nach dem Ausscheiden von Jules Pennequin 1914 wurde er dessen Nachfolger Leiter des Konservatoriums von Bordeaux, während Aymé Kunc seine Stelle in Toulouse übernahm. Hier leitete er auch die Association des Concerts Classiques. Als Komponist war Crocé-Spinelli in dieser Zeit kaum noch tätig, allerdings wurde 1928 am Grand Théâtre der Stadt das Stück Le Cid et Eucharis mit seiner Schauspielmusik unter seiner Leitung mit großem Erfolg aufgeführt.

## Werke
- Chant élégiaque für Violine und Klavier, 1892
- Frédégonde, Kantate, 1897
- Le Pendu joyeux Lied für Bariton und Klavier (Text von Jean Richepin), 1898
- Poèmes chantés, 1898
- Sur un nuage, Lied für Sopran und Klavier (Text von Rachel Ulmo-Laurier), 1899
- Marche assyrienne für Orchester
- Suite héraldique, 1900
- Poussière d’Orient für Orchester
- Rhapsodie roumaine, 1901
- Terrienne, Lied (Text von Jean Richepin), 1901
- 3 Pièces pour piano, 1903
- 6 Pièces brèves pour piano, 1903
- Solo de concours für Posaune und Klavier, 1903
- Feuillet d’album für Klavier, 1904
- Les Fileuses für Kontraalt und Frauenchor, 1904
- Pour Bilitis, Pour Chlotis, Pour Kysé - 3 pièces pour violon et piano, 1904
- 7 Rêves de fillette für Klavier, 1908
- Novelette für Cello oder Violine und Klavier, 1909
- Schauspielmusik zu Le Cid et Eucharis, 1928